# Аделејд
Аделејд (енгл. Adelaide) је административни центар и најнасељенији град Јужне Аустралије, једне од аустралијских држава. Према процени из 2012. у граду је живело 1.277.174 становника. Са својих 1,1 милиона становника у ширем подручју пети је град по величини у Аустралији после Сиднеја, Мелбурна, Бризбејна и Перта али је ипак већи од главног града Канбере.
Налази се на обали Индијског океана и име је добио по немачкој принцези Аделаиди и супрузи британског краља Вилијама IV.

## Географија

### Клима
Клима је изразито сува са дугим врелим љетима и врло благом зимом, готово без температура испод нуле. Недостатак воде је посљедњих година достигао драматичне размјере и има све већи негативни утицај на иначе врло лијепо уређене и одржаване зелене површи. Слиједи табела просјечних климатских чинилаца од 1977. до данас:
|                                           | Јан  | Феб  | Мар  | Апр  | Мај  | Јун  | Јул  | Авг  | Сеп  | Окт  | Нов  | Дец  | Година |
| ----------------------------------------- | ---- | ---- | ---- | ---- | ---- | ---- | ---- | ---- | ---- | ---- | ---- | ---- | ------ |
| Просјек макс. дневних температура ( °C)   | 32,1 | 31,3 | 29,2 | 26,3 | 23,0 | 19,1 | 17,3 | 18,2 | 22,1 | 25,4 | 27,2 | 30,0 |        |
| Просјек мин. дневних температура ( °C)    | 20,0 | 19,1 | 17,1 | 15,3 | 13,2 | 11,1 | 9,4  | 10,2 | 13,4 | 15,2 | 17,3 | 18,1 |        |
| Просјек количина падавина (у милиметрима) | 19,2 | 13,7 | 26,2 | 38,7 | 62,6 | 83.1 | 77,8 | 68,1 | 63,6 | 48,5 | 29,6 | 26,8 | 558,1  |
| Просјек броја кишних дана                 | 4,3  | 3,4  | 5,7  | 7,9  | 12,3 | 15,4 | 16,2 | 16,4 | 132  | 10,8 | 8,1  | 6,7  | 120,5  |

## Историја
Прије досељавања Британаца, територија данашњег Аделејда је била насељена абориџинским племеном Каурна (изговара се и Гарнер или Гауна). До 1852. године, укупно становништво Абориџина је сведено на свега 650 у овом региону и и даље се смањивало.
Јужна Аустралија је званично проглашена новом британском покрајином 28. децембра 1836. године. Основни план данашњег града је направио тада врло млад енглески пуковник Вилијам Лајт којег је туберкулоза ту довела због мале влажности ваздуха. План је направио по војничким идеалима тог времена па су данашње простране зелене зоне и коридори у ствари планирани као војне зоне и канали за одбрану. Игром случаја Аделејд је постао главни град Јужне Аустралије умјесто Порт Линколна који је у оно вријеме имао више предности.

## Становништво
Према попису, у граду је 2006. живело 1.040.719 становника.
| 1991.   | 1996.   | 2001.     | 2006.     |
| ------- | ------- | --------- | --------- |
| 957.480 | 978.100 | 1.002.127 | 1.040.719 |

По попису становништва из 2006. године, у урбаним областима Аделејда је живјело 1.105.839 становника, чинећи Аделејд петим највећим градом у Аустралији. У периоду између 2002. и 2003. године број становништва је порастао за 0,6%, док је просјечан пораст на националном нивоу износио 1,2%. Око 70,3% становништва Јужне Аустралије живи у урбаним областима Аделејда што Јужну Аустралију чини једну од најцентрализованијих држава Аустралије. Становници Аделејда живе у 341.227 кућа, 54.826 полуодвојених кућа (идентичне куће одвојене само једним зидом поређане у ред дуж улице, популарне у англосаксонским државама) и 49.327 станова.
Становници са већим примањима су концентрисани у обалним предграђима (Брајтон и Гленелг), источним предграђима (Ватл Парк, Кенсингтон Гарденс, Сент Питерс, Мединди и Колеџ Парк) и унутрашњим југоисточним предграђима (Вотерфол Гали и Анли). Скоро петина (17,9%) становништва има неку врсту високог образовања. Број становника Аделејда са високим комуникационим способностима (трговци, менаџери итд.) је спао са 62,1% по попису из 1991. на 52,4% на попису из 2001.
Преко половине становништва се изјашњава као хришћани, при чему је највише католика (22,1%), англиканаца (14,0%), припадника Уједињујуће цркве Аустралије (8,4%) и православаца (3,8%). Приближно 24% становништва се изјаснило да не припада ниједној вјери, што је више од националног просјека који износи 18,7%.
У цјелини, становништво Аделејда стари брже него други главни градови Аустралије. Нешто преко 26,7% становништва је старије од 55 година, што је више од националног просјека који износи 24,3%. У Аделејду живи најмање дјеце (испод 15 година старости) — укупно 17,8% становништва (национални просјек је 19,8%).
Становници Аделејда рођени ван Аустралије сачињавају 23,7% од укупног становништва. Највиши однос ових становника у односу на остале је у сјеверозападним предграђима (попут Вудвила и Атол Парка) и предграђима у близини главног пословног центра (енгл. Central Business District, CBD). Пет највећих групација рођених ван Аустралије потиче из Енглеске (7,3%), Италије (1,9%), Шкотске (1,0%), Вијетнама (0,9%) и Грчке (0,9%). Највише говорени језици, поред енглеског, су италијански (3,0%), грчки (2,2%), вијетнамски (1,2%), мандарински (0,8%) и кантонски (0,7%).

## Привреда
Аделејд је познат као центар умјетничких, кулинарских и винарских вјештина. Због великог броја црквених грађевина Аделејд зову и „град цркви“ (енгл. The City of Churches. Од индустрије важна је производња аутомобила, винарско-прехрамбена индустрија, војна индустрија (градња подморница за морнарицу), електронска индустрија и туризам.

## Партнерски градови
- Рио де Жанеиро
- Крајстчерч
- Химеџи
- Џорџтаун
- Малме
- Ферол